# IGNUG
IGNUG er en elektro-gruppe fra Danmark.
Bandet har fem medlemmer. Fire af dem er danske og går under de aliaserne Ruby Renaissance, Tom Budiansky, Mingo Starr og Project 251. Sidstemand er englænder og hedder Ace Connor. Singlen "A Kiss With Pizazz" har fået stor opmærksomhed af dansk radio, P3, der gjorde nummeret til Ugens Uundgåelige. Singlerne "Alpha Male" og "Truck (I Don't Give A)" er udgivet på Itunes. Singlen "Tell Me That You Love Me" er udgivet på Sound Of Copenhagen Vol 4 (Discowax) i 2010.
 Der er for få eller ingen kildehenvisninger i denne artikel, hvilket er et problem. Du kan hjælpe ved at angive troværdige kilder til de påstande, som fremføres i artiklen.